# Бугира Максим Сергійович
Максим Сергійович Бугира — солдат Збройних Сил України, учасник російсько-української війни, що загинув у ході російського вторгнення в Україну в 2022 році.

## Життєпис
Максим Бугира народився 1984 року в селі Межирічка Романівського (з 2020 року — Житомирського району) на Житомирщині. Проживав у місті Житомирі. Був учасником війни на сході України в складі ООС. З початком повномасштабного російського вторгнення в Україну солдат перебував на передовій у складі 95-тої окремої десантно-штурмової бригади. Про загибель стало відомо 31 березня 2022 року.

## Родина
У загиблого залишилася дружина та четверо дітей.

## Нагороди
- Орден «За мужність» III ступеня (2022, посмертно) — за особисту мужність і самовіддані дії, виявлені у захисті державного суверенітету та територіальної цілісності України, вірність військовій присязі[3].